# Thirty Seconds to Mars
Thirty Seconds to Mars (potocznie: 30 Seconds to Mars) – amerykański zespół rockowy założony w 1998 roku przez aktora i wokalistę Jareda Leto i jego starszego brata, który jest perkusistą, Shannona.

## Historia
Grupa zaczynała jako mały rodzinny projekt. W 2003 roku dołączył gitarzysta Tomo Miličević (poprzedni dwaj gitarzyści – Kevin Drake i Solon Bixler odeszli, zanim zespół zaczął koncertować). W zespole grał również Matt Wachter, który w 2007 roku odszedł, aby więcej czasu spędzać z rodziną.
W wywiadzie dla Virgin Records zespół wyznał, że nazwa „30 Seconds To Mars” jest zaczerpnięta z artykułu profesora Harvardu, który twierdzi, że postęp jest tak duży, że jeszcze za naszego życia podróż na inne planety zajmie nam tylko kilkadziesiąt sekund.
Pierwszy album zespołu nazwany „30 Seconds To Mars”, wyprodukowany przez Boba Ezrina został wydany w 2002 roku i sprzedał się w liczbie ok. 200 000 egzemplarzy. Ich drugi album „A Beautiful Lie” został wydany 30 sierpnia 2005 roku. Został on wyprodukowany przez Josha Abrahama, który wcześniej współpracował m.in. z zespołami Linkin Park czy Velvet Revolver. Ponieważ album „A Beautiful Lie” wyciekł do sieci pięć miesięcy przed datą jego wydania, zespół zdecydował się dodać do niego dwie dodatkowe piosenki: „Battle Of One” i „Hunter” (cover piosenki Björk). W celu wypromowania albumu zespół zdecydował się dołączyć do dwunastu egzemplarzy tzw. golden tickets, bilety, których posiadacz miał zapewnione darmowe wejście na wszystkie koncerty 30 Seconds To Mars, a także wejście za kulisy. „A Beautiful Lie” został sprzedany w liczbie miliona kopii i otrzymał status platynowej płyty.
31 sierpnia 2006 zespół dostał nagrodę stacji MTV2 za najlepszy teledysk („The Kill”). 29 kwietnia 2007 na MTV Australia Video Music Awards, grupa odebrała dwie nagrody w kategoriach „Najlepszy rockowy teledysk” oraz „Teledysk roku” ponownie za „The Kill”.
W październiku 2006 zespół rozpoczął trasę koncertową sponsorowaną przez MTV2. 20 listopada odbyła się premiera teledysku „From Yesterday”. Wideoklip ten jest pierwszym amerykańskim teledyskiem nagranym w Chinach.
Wiosną 2007 roku grupa wystąpiła na festiwalach Roskilde, Rock am Ring, Pinkpop oraz Download. Następnie zespół zaczął przygotowania do ich trzeciej płyty. 30 stycznia 2008 pojawił się nowy teledysk do piosenki „A Beautiful Lie”. Jest to pierwszy teledysk w historii nakręcony na Grenlandii.
1 listopada 2007 zespół zdobył nagrodę MTV Europe Music Awards w kategorii „Najlepszy zespół rockowy”. 21 grudnia grupa odebrała nagrodę w plebiscycie telewizji Fuse „Best Of 2007 Award”, pokonując zespół Korn 7 milionami głosów.
2 sierpnia 2008 roku zespół zdobył nagrodę MTV Asia Awards w kategorii „Video Star” za utwór „A Beautiful Lie”. 6 listopada 2008 roku zespół zwyciężył w kategoriach „Rock Out” i „Video Star” MTV Europe Music Awards. W tym samym roku zespół otrzymał nagrody „Kerrang! Awards” w kategoriach „Best International Band” i „Bets Single” za teledysk „From Yesterday”.
29 lipca 2010 zespół ponownie otrzymał nagrodę „Kerrang! Awards” w kategorii „Best International Band”. 7 listopada podczas gali MTV EMA 2010 w Madrycie 30 Seconds to Mars zwyciężyli w kategorii „Best Rock”, pokonując m.in.: Muse, Linkin Park i Kings of Leon zaś 12 września na gali MTV VMA 2010 w Los Angeles zespół zwyciężył w kategorii „Best Rock Video of the Year” za teledysk „Kings and Queens”. Na wręczenie statuetek 30 Seconds to Mars przybyli rowerami. Podczas MTV EMA 2011 w Belfaście zespół zgarnął dwie nagrody-pierwszą, dla najlepszego zespołu alternatywnego oraz drugą za najlepsze MTV World Stage roku 2011. W 2014 na gali MTV EMA zespół zwyciężył ponownie w kategorii „Best Alternative”.
7 grudnia 2011 zespół pobił Rekord Guinnessa w kategorii „Najdłuższa trasa koncertowa zespołu rockowego”, grając 309 koncertów w ciągu dwóch lat.
21 maja 2013 roku ukazał się czwarty album studyjny grupy, zatytułowany Love Lust Faith + Dreams. Producentami krążka są Jared Leto i Steve Lillywhite. W ramach promocji wydawnictwa zrealizowano teledysk do utworu „Up In The Air”, którego światowa premiera odbyła się 18 marca tego samego roku. W klipie wystąpili Dita von Teese, McKayla Maroney, Neil Strauss, Ashley Smith, Jordan Wieber, Maxwell Snow, Anastasia Krivosheeva, Harlow Von Brethren czy Natalie Loren. Pierwsza kopia singla została wysłana w kosmos z Cape Canaveral na Florydzie. Singel poszybował na pokładzie rakiety Falcon 9 przenoszącej kapsułę Dragon i wylądował na Międzynarodowej Stacji Kosmicznej. Operację przeprowadziła NASA we współpracy z firmą SpaceX. 2 maja 2013 opublikowany został drugi utwór promujący płytę, zatytułowany „Conquistador”. 11 czerwca 2018 Tomo Miličević poinformował na Twitterze, że odchodzi z zespołu.

## Logo
Logo zespołu to feniks nazwany Mithra (imię boga-feniksa w kulturach wschodnich i rzymskiej, dosłownie: starożytny perski bóg światła i prawdy) ze wpisanymi glifami, które oznaczają nazwę zespołu oraz samych członków. Znaki te (₪ ø lll ·o.) zostały wykorzystane w teledyskach „Capricorn”, „Attack” i „From Yesterday”. Glify wytatuowane mają na rękach Shannon i Tomo, a Jared tylko jeden z nich na nadgarstku. Na logo znajduje się także napis „Provehito in Altum”. Z łaciny „altum” może oznaczać zarazem „wysokości”, jak i też przeciwieństwo – „głębię”, więc znaczenie możemy interpretować indywidualnie (w języku angielskim członkowie zespołu tłumaczą to jako „launch forth into the deep”). Płyta „A Beautiful Lie” posiada nowe logo z trzema czaszkami – tzw. Trinity. Od czasu premiery albumu „This Is War” logiem zespołu jest triada, czyli trójkąt z poprzeczką w środku symbolizujący trójcę, jaką tworzą Jared, Shannon i Tomo.

## Muzycy
Obecni członkowie
- Jared Leto – wokal prowadzący, gitara rytmiczna, keyboard (1998-nadal)
- Shannon Leto – perkusja (1998-nadal)

Muzycy koncertowi
- Stephen Aiello – gitara basowa, keyboard, wokal wspierający (2013-nadal)

Byli członkowie
Tomo Miličević – gitara prowadząca, keyboard (2003-2018)
- Matt Wachter – gitara basowa, keyboard (2001-2007)
- Solon Bixler – gitara prowadząca, wokal wspierający (2001-2003)

Byli muzycy koncertowi
- Kevin Drake – gitara rytmiczna (2001-2002)
- Matt McJunkins – gitara basowa (2011)[16]
- Tim Kelleher – gitara basowa (2007-2010, 2011)[17][18]
- Braxton Olita – keyboard, gitara rytmiczna, wokal wspierający (2009-2011)[19]

## Dyskografia
- 30 Seconds to Mars (2002)
- A Beautiful Lie (2005)
- This Is War (2009)
- Love Lust Faith + Dreams (2013)
- America (2018)

## Nagrody i wyróżnienia
| Rok  | Kategoria                      | Tytułem            | Nagroda                | Nota      |
| ---- | ------------------------------ | ------------------ | ---------------------- | --------- |
| 2006 | Modern Rock Single of the Year | „The Kill”         | Billboard Music Awards | Nominacja |
| 2007 | Modern Rock Artist of the Year | 30 Seconds to Mars | Billboard Music Awards | Laur      |
| 2007 | Modern Rock Single of the Year | „From Yesterday”   | Billboard Music Awards | Nominacja |
| 2007 | Best Single                    | „The Kill”         | Kerrang! Awards        | Laur      |
| 2008 | Best Single                    | „From Yesterday”   | Kerrang! Awards        | Laur      |
| 2008 | Best International Band        | 30 Seconds to Mars | Kerrang! Awards        | Laur      |
| 2010 | Best International Band        | 30 Seconds to Mars | Kerrang! Awards        | Laur      |
| 2010 | Top Alternative Artist         | 30 Seconds to Mars | Billboard Music Awards | Nominacja |
| 2010 | Top Rock Artist                | 30 Seconds to Mars | Billboard Music Awards | Nominacja |
| 2010 | Top Alternative Song           | „Kings and Queens” | Billboard Music Awards | Nominacja |
| 2010 | Top Alternative Song           | „This Is War”      | Billboard Music Awards | Nominacja |
| 2011 | Best Single                    | „Hurricane”        | Kerrang! Awards        | Laur      |
| 2011 | Best International Band        | 30 Seconds to Mars | Kerrang! Awards        | Laur      |